# Calyptrochilum
Calyptrochilum é um género botânico pertencente à família das orquídeas (Orchidaceae).